# Ганс-Геннінг фон Альтен
Ганс-Геннінг фон Альтен (нім. Hans-Henning von Alten; 9 серпня 1890, Нісгаве — 3 травня 1947, Мунстер) — німецький офіцер, генерал-майор вермахту.

## Біографія
Представник знатного нижньосаксонського роду. 30 вересня 1908 року вступив в армію, служив в піхоті. Учасник Першої світової війни. Після демобілізації армії залишений в рейхсвері. З 1 жовтня 1934 року — командир 2-го батальйону піхотного полку «Потсдам». 15 жовтня 1935 року відряджений в штабу 2-го групового командування. З 6 жовтня 1936 року — командир охоронного підрозділу, з 23 червня 1937 року — охоронного полку «Берлін».
З 1 червня 1939 року — комендант Кобленца, з 13 серпня 1940 року — 610-ї польової комендатури, з 25 січня 1941 року — Мюльгаузена, з 13 січня 1942 року — 607-ї польової комендатури. 6 листопада 1942 року відправлений в резерв ОКГ. З 15 серпня 1943 року — комендант 1006-ї польової комендатури. 8 травня 1945 року взятий в полон британськими військами. Помер в ув'язненні.

## Звання
- Фанен-юнкер (30 вересня 1908)
- Оберєгер (27 січня 1909)
- Фенріх (19 серпня 1909)
- Лейтенант (27 січня 1910)
- Оберлейтенант (27 січня 1915)
- Гауптман (18 квітня 1917)
- Майор (1 квітня 1930)
- Оберстлейтенант (1 квітня 1934)
- Оберст (1 березня 1936)
- Генерал-майор запасу (1 грудня 1939)
- Генерал-майор (1 лютого 1941)

## Нагороди
- Залізний хрест
  - 2-го класу (20 вересня 1914)
  - 1-го класу (5 липня 1915)
- Орден «За військові заслуги» (Баварія) 4-го класу з мечами (18 березня 1915)
- Орден Альберта (Саксонія), лицарський хрест 2-го класу з мечами (11 листопада 1916)
- Ганзейський хрест (Гамбург; 20 жовтня 1917)
- Нагрудний знак «За поранення» в чорному (15 червня 1918)
- Орден Святого Йоанна (Бранденбург), почесний лицар
- Почесний хрест ветерана війни з мечами (1 січня 1935)
- Медаль «За вислугу років у Вермахті» 4-го, 3-го, 2-го і 1-го класу (25 років; 2 жовтня 1936) — отримав 4 нагороди одночасно.
- Орден Корони Італії, командир (22 лютого 1938)
- Орден Корони (Югославія) 3-го ступеня (1 грудня 1938)
- Хрест Воєнних заслуг
  - 2-го класу з мечами (20 листопада 1940)
  - 1-го класу з мечами (20 квітня 1942)